# Cyrtochilum ioplocon
Cyrtochilum ioplocon är en orkidéart som först beskrevs av Heinrich Gustav Reichenbach, och fick sitt nu gällande namn av Stig Dalström. Cyrtochilum ioplocon ingår i släktet Cyrtochilum, och familjen orkidéer.
Artens utbredningsområde är Colombia. Inga underarter finns listade i Catalogue of Life.